# 普通蝙蝠
普通蝙蝠（学名：Vespertilio murinus）为蝙蝠科蝙蝠属的动物。在中国大陆，分布于甘肃、黑龙江、新疆、辽宁、吉林等地，主要生活于森林、草原（岩洞、树洞以及家舍）。该物种的模式产地在瑞典。

## 亚种
- 普通蝙蝠指名亚种（学名：Vespertilio murinus murinus），Linnaeus于1758年命名。在中国大陆，分布于甘肃、黑龙江、新疆、辽宁、吉林等地。该物种的模式产地在瑞典。[2]

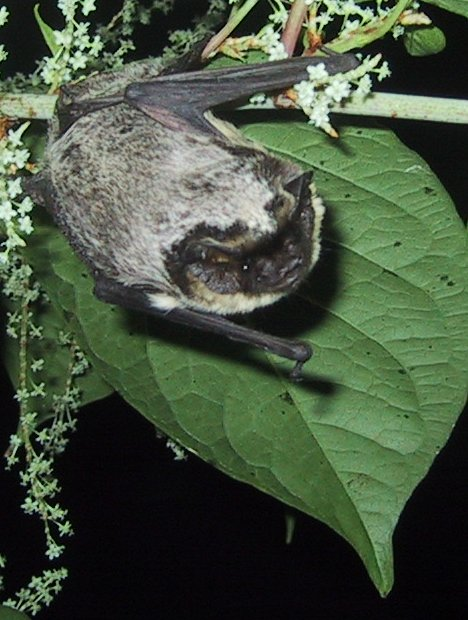
普通蝙蝠，男